# مسجد أبو ذر الغفاري (الربذة)
مسجد أبو ذر الغفاري هو مسجد تاريخي شيده الصحابي أبو ذر الغفاري في مدينة الربذة الواقعة شرق المدينة المنورة بقرابة 170كم.

## البناء
كشفت التنقيبات الأثرية في موقع الربذة عن وجود مسجد في الجهة الغربية من المدينة، كان المسجد ملتقى للعلماء وطلاب العلم. كشفت بعثة جامعة الملك سعود للتنقيب في الموقع عن جدران وأعمدة للمسجد و تفاصيل معمارية أخرى له، ظَهر أن المسجد فرشت أرضيته بالحصى وجدرانه تحمل طبقة جصية سميكة عليها زخارف ملونة، بُني المسجد من الحجارة ولم يستخدم الطين فيه.
تبلغ مساحة المسجد نحو 459 م² ويتكون من رواقين أماميين ومحراب بارز في منتصف جدار القبلة، بالإضافة إلى رواق شرقي وآخر غربي وثالث شمالي. تتوسط المسجد ساحة مكشوفة مساحتها 16 في 9 أمتار. للمسجد مدخل رئيسي شمالي وآخر جانبي بالجهة الشمالية الغربية تؤدي إلى الرواق الغربي بالإضافة إلى ثلاث عتبات.